# 弓紋兔脂鯉
弓紋兔脂鯉，為輻鰭魚綱脂鯉目脂鯉亞目上口脂鯉科的其中一個種。

## 分布
本魚分布於南美洲蓋亞那、蘇利南、法屬圭亞那、委內瑞拉的溪流中。

## 特徵
本魚體呈淺灰色，魚體為流線型，上面有一些等間距的條紋橫貫整個魚體，從吻部到尾柄。中間的條紋穿過眼睛，且其顏色比上下方的條紋更黑一些，嘴小，帶紅色。體長約40公分。

## 生態
本魚棲息淡水溪流中，性情溫和，喜群游，屬雜食性，以蠕蟲、甲殼動物、昆蟲與植物等為食。

## 經濟利用
為觀賞性魚類。